# Piraci z Karaibów: Na krańcu świata
Piraci z Karaibów: Na krańcu świata (ang. Pirates of the Caribbean: At World’s End) – trzecia część przygód z serii Piraci z Karaibów o kapitanie Jacku Sparrow z 2007 roku. Jest ona kontynuacją poprzednich części – Piraci z Karaibów: Klątwa Czarnej Perły i Piraci z Karaibów: Skrzynia umarlaka. Reżyserem produkcji jest Gore Verbinski.
Film kręcono m.in. w USA w stanie Utah (Bonneville Salt Flats), w stanie Kalifornia (Guandalupe, Los Angeles, Rancho Palos Verdes, Redondo Beach, Santa Clarita, Studio Universal, Studio Walt Disney) i na Dominice, a także nad wodospadem Niagara i w Singapurze.
19 maja 2011 roku do kin trafiła czwarta część serii o piratach – Piraci z Karaibów: Na nieznanych wodach.

## Fabuła

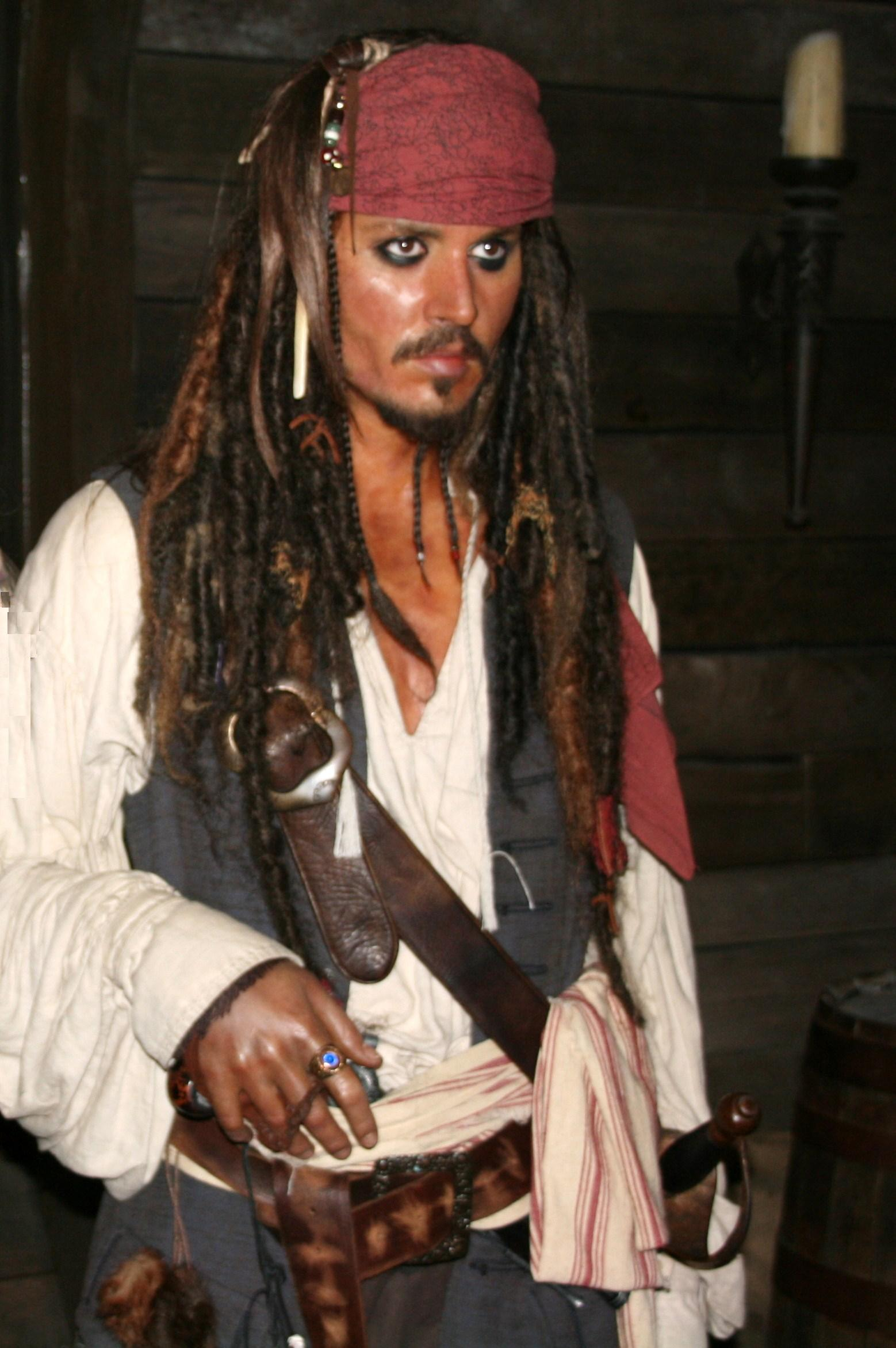
Jack Sparrow

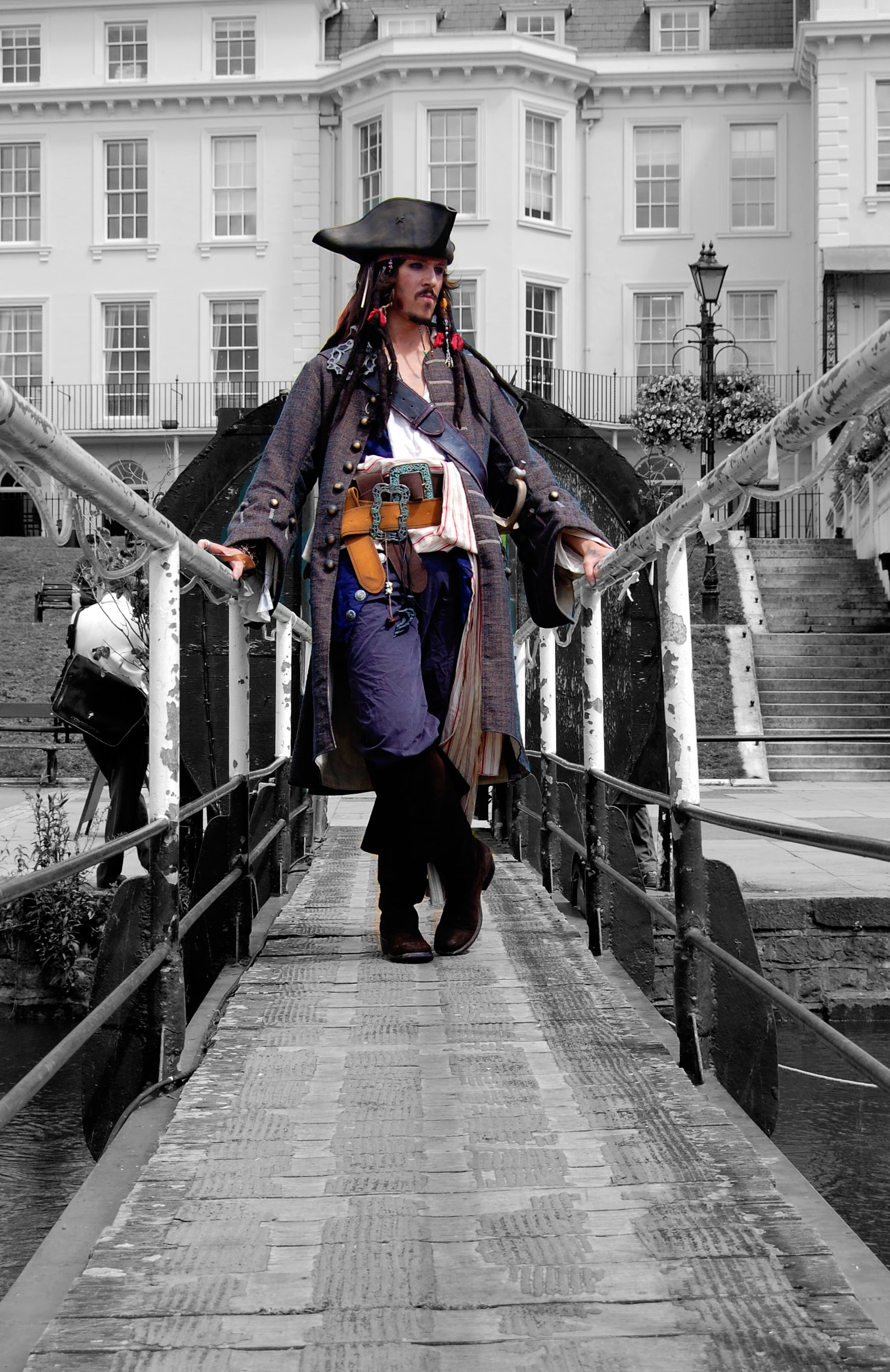
Imitator Jacka Sparrowa

Akcja rozpoczyna się od egzekucji piratów i ich sojuszników przez żołnierzy lorda Cutlera Becketta. Will Turner, Elizabeth Swann, Hektor Barbossa i inni piraci udają się do Singapuru, po mapę pirackiego dowódcy Sao Fenga, która pokazuje drogę na kraniec świata. Jednak podczas próby kradzieży Will zostaje schwytany przez kamratów Sao Fenga. Barbossa informuje Sao Fenga o zwołaniu IV Trybunału Braci, tj. obrad dziewięciu pirackich dowódców, w tym również Sao Fenga. W trakcie pojedynku piratów do siedziby Sao Fenga wdzierają się żołnierze Kompanii Wschodnioindyjskiej lorda Becketta. W czasie walki Sao Feng i Will zawierają umowę, dzięki której piraci dostają mapę i statek z załogą. W tym samym czasie „Latający Holender” na rozkaz Becketta atakuje i niszczy okręty pirackie. Piraci na statku „Hai Peng” docierają do Luku Jonesa (znajduje się on na krańcu świata) i uwalniają Jacka Sparrowa wraz z „Czarna Perłą”. Tymczasem lord Beckett pozbywa się ojca Elizabeth, gubernatora Swanna, którego duszę piraci spotykają podczas podróży przez świat umarłych. Po wydostaniu się z niego piraci trafiają w pułapkę zastawioną przez Sao Fenga, lorda Becketa oraz Davy’ego Jonesa (musi on służyć Beckettowi, który ma skrzynię z jego sercem). Zdradzony przez Becketta Sao Feng zawiera ugodę z Barbossą, po czym zabiera na swój okręt Elizabeth. Jest przekonany, że dziewczyna jest wcieleniem bogini Calypso, którą Barbossa chce uwolnić, zwołując Trybunał Braci. Statek Sao Fenga zostaje napadnięty przez załogę „Latającego Holendra”, a jego dowódca ginie. W chwili śmierci przekazuje jednak swój talar Elizabeth. Dziewczyna jest więziona na „Latającym Holendrze”, a gdy admirał Norrington wraz z załogą statku „Empress” uwalnia ją, zostaje zabity przez Billa „Sznurówkę” Turnera i zostaje oficerem na „Latającym Holendrze”.
Kapitan Barbossa zwołuje na IV Trybunał Braci. Zgromadzeni na nim piraci chcą, by w walce przeciw wojsku pomogła im mityczna bogini morza Calypso, która została uwięziona przez I Trybunał. IV Trybunał mógłby to zmienić, lecz nie wszyscy się na to godzą. Tia Dalma to Calypso, w której zakochany jest Davy Jones. Podczas zebrania Elizabeth zostaje wybrana Królem Piratów i postanawia walczyć z Kompanią Wschodnioindyjską. Tuż przed bitwą Barbossa uwalnia Calypso z cielesnej postaci i wmawia jej, że jej uwięzienie to wina Davy’ego Jonesa. Calypso nie niszczy armady Kompanii Wschodnioindyjskiej i „Latającego Holendra”, lecz wywołuje potężny wir wodny, który zaczyna wciągać walczące ze sobą „Czarną Perłę” i „Latającego Holendra”. W trakcie bitwy Will i Elizabeth wyznają sobie miłość i zostają małżeństwem (ślubu udziela im kapitan Barbossa). Chwilę później Davy Jones wbija szpadę w serce Willa, a Jack Sparrow pomaga mu przebić serce Davy’ego złamaną szablą. Jones wpada w morską otchłań a młody Turner zostaje kapitanem „Latającego Holendra” i wraz z „Czarną Perłą” niszczy okręt H.M.S „Endeavour” Becketta, który sam ginie wśród płomieni i eksplozji.
W scenie po napisach końcowych widzimy jak Will Turner, kapitan „Latającego Holendra”, wraca do swej żony, Elizabeth Swann.

## Obsada
- Johnny Depp – kapitan Jack Sparrow
- Orlando Bloom – Will Turner
- Keira Knightley – Elizabeth Swann
- Geoffrey Rush – kapitan Hektor Barbossa
- Jonathan Pryce – gubernator Weatherby Swann
- Bill Nighy – Davy Jones
- Chow Yun Fat – kapitan Sao Feng
- Tom Hollander – lord Cutler Beckett
- Stellan Skarsgård – Bill Turner
- Kevin McNally – Joshamee Gibbs
- Mackenzie Crook – Ragetti
- Lee Arenberg – Pintel
- Martin Klebba – Marty
- Greg Ellis – porucznik Theodore Groves
- Jack Davenport – admirał James Norrington
- Dermot Keaney – Maccus
- Keith Richards – kapitan Teague Sparrow
- Adrienne Wong – azjatycki bliźniak
- Slim Khezri – arabski pirat
- Naomie Harris – Tia Dalma
- Takayo Fischer – pani Ching
- Ho-Kwan Tse – Hadras
- Andy Beckwith – Clanker
- David Bailie – Cotton